# Teresa del Valle Murga
Teresa del Valle Murga (Donostia, 1 d'abril de 1937 — Donostia, 8 d'abril de 2025) va ser una antropòloga basca, considerada una de les primeres impulsores de l’antropologia feminista a Euskadi i a l’Estat espanyol.
Va realitzar els seus estudis als Estats Units d’Amèrica i va exercir la docència a les universitats de Guam i Hawaii, on va investigar la cultura de les dones a la Micronèsia. A principis dels anys vuitanta, es va incorporar a la Universitat del País Basc, on el 1984 va impartir el primer curs de doctorat en Antropologia Feminista, titulat Diferenciación y jerarquización sexual. El seu treball acadèmic es va centrar en la crítica feminista, l’etnografia de la memòria i els mètodes qualitatius.
L’any 1987 va esdevenir la primera catedràtica d’Antropologia Social de la Universitat del País Basc, i posteriorment en va ser nomenada catedràtica emèrita. Va ser autora de nou llibres i va dirigir la publicació Mujer vasca. Imagen y realidad, considerada una obra de referència en l’àmbit de l’antropologia feminista.
Va ser vicepresidenta fundadora de l’European Association of Social Anthropologists (EASA) i va rebre diversos reconeixements, com el Premi Emakunde a la Igualtat (2010) i el Premi Eusko Ikaskuntza de Humanitats (2018) per la seva contribució al desenvolupament de la cultura basca.